# Archives d'État de Munich
Les Archives d'État de Munich sont les archives nationales bavaroises. En raison de la longue histoire de la Bavière, elles sont l’une des archives les plus importantes d’Europe avec plus de 3,5 millions de documents. Le Bayerisches Hauptstaatsarchiv est responsable des documents de l'administration des autorités responsables sur l'ensemble du territoire de la Bavière. 

## Histoire
L'institution précédente était les Archives générales royales bavaroises du Reich, rebaptisées Archives principales de l'État de Bavière en 1921. Les Archives principales de l'État de Bavière étaient situées avec la Bibliothèque de l'État de Bavière dans le bâtiment monumental de la Ludwigstrasse, achevé en 1843, jusqu'à sa destruction en 1944. Wilhelm Winkler a veillé à ce qu'après la guerre, les principales archives de l'État puissent être temporairement hébergées dans le bâtiment Führerbau.
Les bâtiments actuels des Archives principales de l'État de Bavière sont situés depuis 1978 dans la Schönfeldstrasse, une rue latérale de Ludwigstrasse, à proximité immédiate de l'Institut pour l'Histoire bavaroise et de la Bibliothèque de l'État de Bavière.

## Bâtiment
Le bâtiment des archives de l’État de Munich a été construit en 1830 par le célèbre architecte Leo von Klenze en style néo-Renaissance pour abriter le Ministère bavarois de la guerre. En 1979, Josef Oberberger a conçu les vitraux des principales archives d’État, principalement en jaune d’argent. Les motifs montrent des archives de la collection de manuscrits locale. En outre, sa photo en verre émaillé The Glass Painting School a été ajoutée.

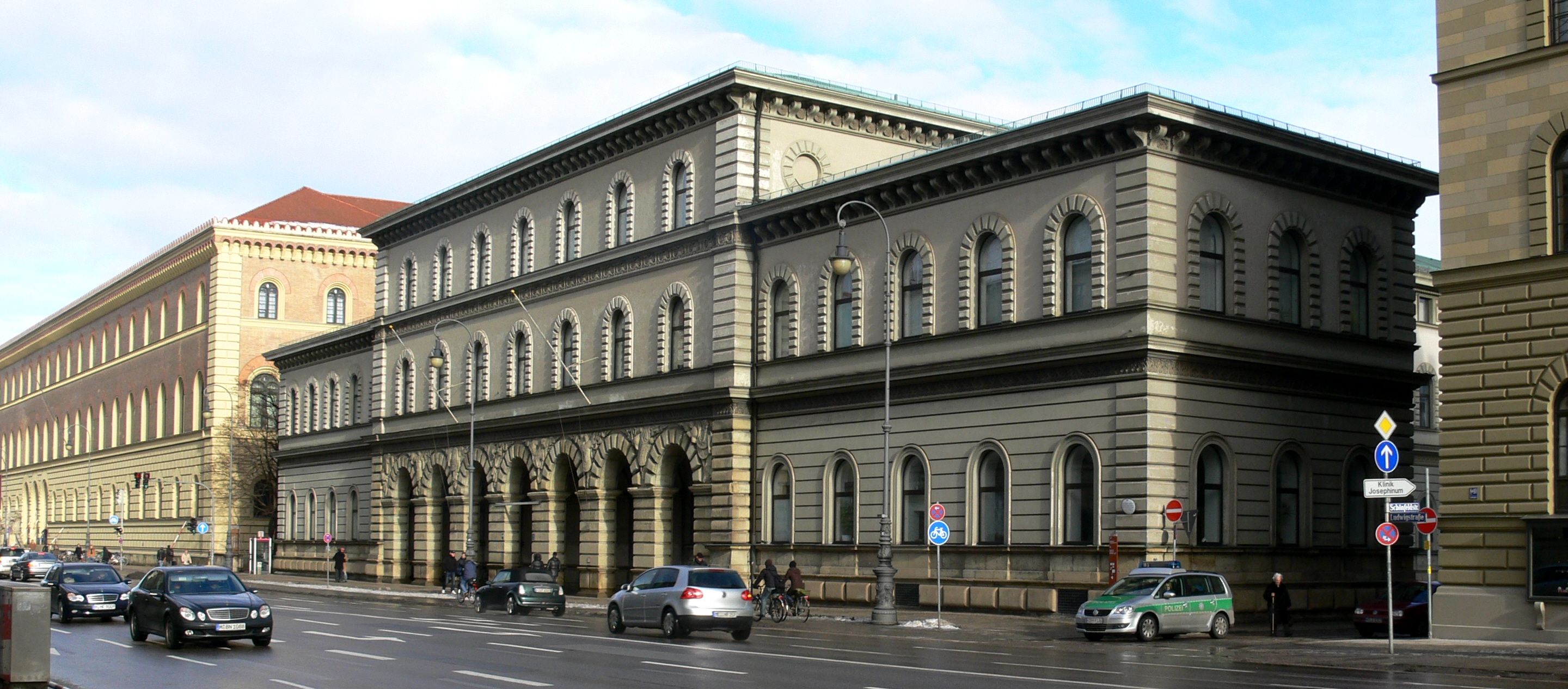
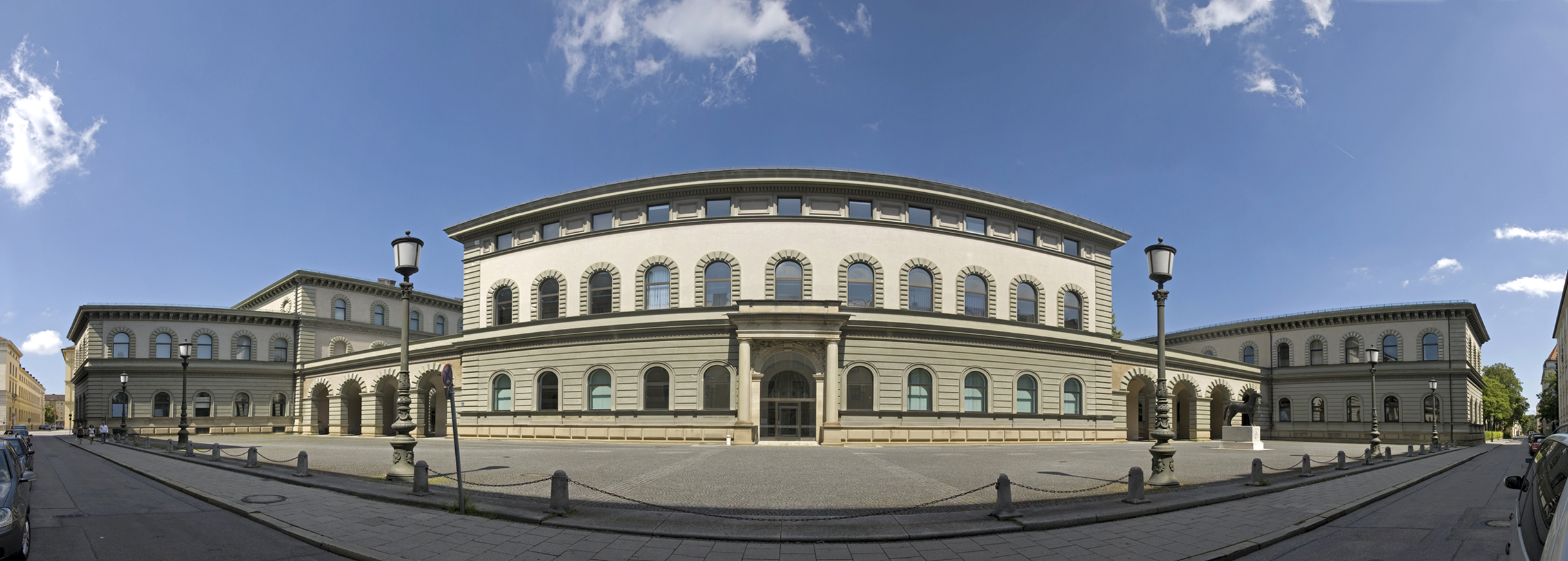
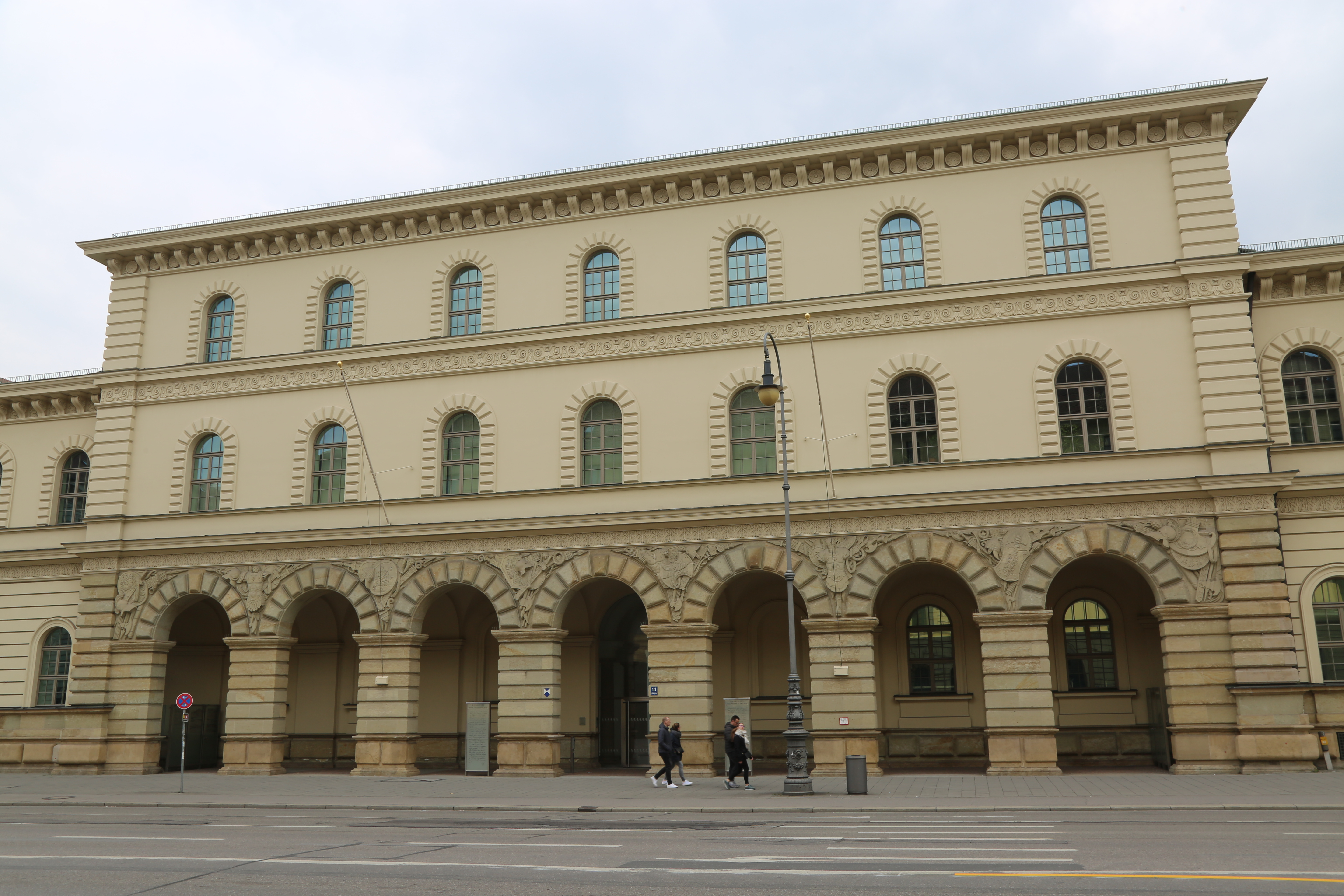

## Réserves
Le fonds des archives d’État comprend: 
- Ancien Rentmeisterämter Munich et Burghausen et entre 1805 et 1816 les régions bavaroises du Tyrol et de Salzbourg, archives aristocratiques (z.   B. Hohenaschau, Toerring).
- Les autorités centrales et inférieures et les tribunaux de l'État de Haute-Bavière à partir du début du XIXe siècle.

Le volume total s'élève à environ 37 000 mètres linéaires et à environ 11,3 millions documents d'archives.

## Directeurs
| Nom                       | mandat      |
| ------------------------- | ----------- |
| François Joseph de Samet  | 1820-1825   |
| Joseph Mechel             | 1825-1859   |
| Franz Xaver Auracher      | 1860-1872   |
| August Peringer           | 1872-1882   |
| Eduard Geib               | 1883-1886   |
| Karl Jung                 | 1887-1890   |
| Eberhard Zirngiebl        | 1890-1901   |
| Franz Löher               | 1902-1917   |
| Ludwig Straudner          | 1918-1929   |
| Wilhelm Prince            | 1929-1931   |
| Alois Mitterwieser        | 1931-1943   |
| Franz Westermaier         | 1943-1949   |
| Anton Schmid              | 1950-1953   |
| Fritz Zimmermann          | 1953-1968   |
| Bernhard Zittel           | 1968-1970   |
| Harald Jaeger             | 1970-1976   |
| Hildebrand Troll          | 1976-1980   |
| Klaus von Andrian-Werburg | 1980-1985   |
| Alfred Tausendpfund       | 1985-2004   |
| Rainer Braun              | 2004-2010   |
| Peter Fleischmann         | 2010-2012   |
| Christoph Bachmann        | depuis 2013 |